# Устьянка (Бурлинський район)
Устья́нка (рос. Устьянка) — село у складі Бурлинського району Алтайського краю, Росія. Адміністративний центр Устьянської сільської ради.

## Населення
Населення — 1052 особи (2010; 1329 у 2002).
Національний склад (станом на 2002 рік):
- росіяни — 86 %